# Campeonato Pernambucano 2022
El Campeonato Pernambucano de Fútbol 2022 fue la 108.ª edición de la primera división de fútbol del estado de Pernambuco. El torneo fue organizado por la Federação Pernambucana de Futebol (FPF). El torneo comenzó el 22 de enero y finalizó el 30 de abril.
Náutico se consagró bicampeón consecutivo tras vencer en la final al Retrô en tanda de penales, consiguiendo así su título estatal número 24.

## Sistema de juego

### Primera fase
Los 10 equipos se enfrentan en modalidad de todos contra todos a una sola rueda. Culminadas las nueve fechas, los dos primeros puestos acceden directamente a las semifinales, del tercer al sexto puesto juegan una ronda previa, mientras que los últimos cuatro equipos posicionados jugarán un cuadrangular de descenso.

### Cuadrangular de descenso
La disputan los últimos cuatro equipos posicionados de la primera fase, comenzando con puntaje desde cero. Se enfrentan en modalidad de todos contra todos a una sola rueda. Culminadas las tres fechas, los 2 últimos posicionados descenderán a Segunda División.

### Segunda fase
- Ronda previa: Los enfrentamientos se emparejan con respecto al puntaje de la primera fase, de la siguiente forma:
  - 3.º vs. 6.º
  - 4.º vs. 5.º

- Semifinales: Los enfrentamientos se emparejan de la siguiente forma:
  - 1.º vs. (4.º vs. 5.º)
  - 2.º vs. (3.º vs. 6.º)

- Nota: Tanto ronda previa como semifinales se juegan a partido único en casa del equipo con mayor puntaje en la primera fase. En caso de empate, se tendrá una tanda de penales.

- Final: Los dos ganadores de las semifinales disputan la final en partidos de ida y vuelta.

- Nota 1: El equipo con menor puntaje en la primera fase comienza la llave como local.
- Nota 2: En caso de empate en puntos y diferencia de goles, se definirá en tanda de penales. No se consideran los goles de visita.

### Clasificaciones
- Copa de Brasil 2023: Clasifican los dos finalistas del campeonato y el semifinalista con mayor puntaje.
- Copa do Nordeste 2023: Clasifican cinco equipos. A la fase de grupos clasifican el campeón estadual y el equipo con mejor posición en el Ranking CBF 2022 (exceptuando al campeón). A la Pre-Copa do Nordeste acceden los dos siguientes equipos mejor posicionados en la tabla acumulada que no hayan clasificado a la fase de grupos, sumándoseles el equipo con mejor posición en el Ranking CBF 2022 (exceptuando a los cuatro equipos mencionados anteriormente).
- Serie D 2023: Clasifican los dos mejores equipos de la tabla acumulada que no disputen la Serie A, Serie B o Serie C en la temporada 2022 o la Serie C en 2023.

## Equipos participantes
| Equipo           | Ciudad                 | Estadio            | Capacidad | Posición 2021      | Títulos (último) |
| ---------------- | ---------------------- | ------------------ | --------- | ------------------ | ---------------- |
| Afogados         | Afogados da Ingazeira  | Vianão             | 1735      | 5.º                | 0                |
| Caruaru City     | Caruaru                | Lacerdão           | 19 478    | 1.º (2.ª división) | 0                |
| Íbis             | Paulista               | Ademir Cunha       | 10 000    | 2.º (2.ª división) | 0                |
| Náutico          | Recife                 | Aflitos            | 19 800    | Campeón            | 23 (2021)        |
| Retrô            | Camaragibe             | Arena Pernambuco   | 44 300    | 7.º                | 0                |
| Salgueiro        | Salgueiro              | Salgueirão         | 12 070    | 3.º                | 1 (2020)         |
| Santa Cruz       | Recife                 | Arruda             | 60 044    | 4.º                | 29 (2016)        |
| Sete de Setembro | Garanhuns              | Gigante do Agreste | 6356      | 8.º                | 0                |
| Sport Recife     | Recife                 | Ilha do Retiro     | 30 000    | 2.º                | 42 (2019)        |
| Vera Cruz        | Vitória de Santo Antão | Arena Pernambuco   | 44 300    | 6.º                | 0                |

| Crecimiento | Equipos provenientes del Campeonato Pernambucano de Segunda División 2021. |

## Primera fase

### Tabla de posiciones
| Pos. | Equipo           | Pts. | PJ | G | E | P | GF | GC | Dif. | Clasificación             |
| ---- | ---------------- | ---- | -- | - | - | - | -- | -- | ---- | ------------------------- |
| 1    | Retrô            | 22   | 9  | 7 | 1 | 1 | 21 | 7  | +14  | Semifinales.              |
| 2    | Náutico          | 17   | 9  | 5 | 2 | 2 | 15 | 8  | +7   | Semifinales.              |
| 3    | Santa Cruz       | 17   | 9  | 5 | 2 | 2 | 19 | 14 | +5   | Ronda previa.             |
| 4    | Sport Recife     | 16   | 9  | 4 | 4 | 1 | 22 | 9  | +13  | Ronda previa.             |
| 5    | Salgueiro        | 15   | 9  | 4 | 3 | 2 | 16 | 11 | +5   | Ronda previa.             |
| 6    | Caruaru City     | 12   | 9  | 3 | 3 | 3 | 14 | 12 | +2   | Ronda previa.             |
| 7    | Afogados         | 10   | 9  | 2 | 4 | 3 | 13 | 18 | −5   | Cuadrangular de descenso. |
| 8    | Vera Cruz        | 6    | 9  | 1 | 3 | 5 | 14 | 18 | −4   | Cuadrangular de descenso. |
| 9    | Íbis             | 5    | 9  | 1 | 2 | 6 | 4  | 16 | −12  | Cuadrangular de descenso. |
| 10   | Sete de Setembro | 0    | 9  | 1 | 0 | 8 | 4  | 29 | −25  | Cuadrangular de descenso. |

 Fuente: FPF
Criterios de clasificación: 1) Puntos; 2) Partidos ganados; 3) Diferencia de gol; 4) Goles anotados; 5) Menor cantidad de tarjetas rojas; 6) Menor cantidad de tarjetas amarillas; 7) Sorteo.
Notas:
1. ↑  Se le descontaron 3 puntos por la alineación irregular de un jugador.[2]

### Resultados
| Local \ Visitante | AFO | CAR | IBI | NAU | RET | SAL | SCR | SET | SPO | VER |
| ----------------- | --- | --- | --- | --- | --- | --- | --- | --- | --- | --- |
| Afogados          | —   | 2–1 | —   | 2–2 | —   | 1–2 | —   | 2–1 | —   | 2–2 |
| Caruaru City      | —   | —   | 1–0 | —   | 2–1 | —   | 1–2 | —   | —   | 3–3 |
| Íbis              | 1–1 | —   | —   | —   | —   | 2–1 | —   | 0–1 | 0–4 | —   |
| Náutico           | —   | 1–0 | 3–0 | —   | 1–2 | 1–0 | —   | —   | 1–2 | —   |
| Retrô             | 3–0 | —   | 1–0 | —   | —   | —   | —   | 4–0 | 2–1 | —   |
| Salgueiro         | —   | 2–2 | —   | —   | 2–2 | —   | 2–1 | 4–0 | 1–1 | —   |
| Santa Cruz        | 5–2 | —   | 3–0 | 1–1 | 0–4 | —   | —   | —   | —   | 2–1 |
| Sete de Setembro  | —   | 0–3 | —   | 0–3 | —   | —   | 1–3 | —   | —   | 1–3 |
| Sport Recife      | 1–1 | 1–1 | —   | —   | —   | —   | 2–2 | 7–0 | —   | 3–1 |
| Vera Cruz         | —   | —   | 1–1 | 1–2 | 1–2 | 1–2 | —   | —   | —   | —   |

## Cuadrangular de descenso

### Tabla de posiciones
| Pos. | Equipo           | Pts. | PJ | G | E | P | GF | GC | Dif. | Clasificación          |
| ---- | ---------------- | ---- | -- | - | - | - | -- | -- | ---- | ---------------------- |
| 1    | Afogados         | 5    | 3  | 1 | 2 | 0 | 5  | 2  | +3   |                        |
| 2    | Íbis             | 5    | 3  | 1 | 2 | 0 | 4  | 2  | +2   |                        |
| 3    | Sete de Setembro | 3    | 3  | 0 | 3 | 0 | 3  | 3  | 0    | Descenso de categoría. |
| 4    | Vera Cruz        | 1    | 3  | 0 | 1 | 2 | 3  | 8  | −5   | Descenso de categoría. |

 Fuente: FPF
Criterios de clasificación: 1) Puntos; 2) Partidos ganados; 3) Diferencia de gol; 4) Goles anotados; 5) Menor cantidad de tarjetas rojas; 6) Menor cantidad de tarjetas amarillas; 7) Sorteo.

### Resultados
| Local \ Visitante | AFO | IBI | SET | VER |
| ----------------- | --- | --- | --- | --- |
| Afogados          | —   | 1–1 | —   | 3–0 |
| Íbis              | —   | —   | 0–0 | —   |
| Sete de Setembro  | 1–1 | —   | —   | —   |
| Vera Cruz         | —   | 1–3 | 2–2 | —   |

## Fase final

#### Cuadro de desarrollo
|  | Ronda previa             | Ronda previa             | Ronda previa             |             |       | Semifinales     | Semifinales     | Semifinales     |  |   | Final            | Final            | Final            | Final            | Final            |  |
|  | 19 de marzo y 6 de abril | 19 de marzo y 6 de abril | 19 de marzo y 6 de abril |             |       | 2 y 13 de abril | 2 y 13 de abril | 2 y 13 de abril |  |   | 21 y 30 de abril | 21 y 30 de abril | 21 y 30 de abril | 21 y 30 de abril | 21 y 30 de abril |  |
|  |                          |                          |                          |             |       |                 |                 |                 |  |   |                  |                  |                  |                  |                  |  |
|  |                          |                          |                          |             |       |                 |                 |                 |  |   |                  |                  |                  |                  |                  |  |
|  |                          |                          |                          |             |       |                 |                 |                 |  |   |                  |                  |                  |                  |                  |  |
|  |                          |                          |                          |             |       |                 |                 |                 |  |   |                  |                  |                  |                  |                  |  |
|  |                          |                          |                          |             |       |                 |                 |                 |  |   |                  |                  |                  |                  |                  |  |
|  |                          | 1                        | Retrô                    | 1           |       |                 |                 |                 |  |   |                  |                  |                  |                  |                  |  |
|  |                          |                          |                          | 1           |       |                 |                 |                 |  |   |                  |                  |                  |                  |                  |  |
|  |                          |                          | 5                        | Salgueiro   | 0     |                 |                 |                 |  |   |                  |                  |                  |                  |                  |  |
|  | 4                        | Sport Recife             | 5                        | Salgueiro   | 0     | 2 (2)           |                 |                 |  |   |                  |                  |                  |                  |                  |  |
|  | 4                        | Sport Recife             |                          |             |       |                 |                 |                 |  |   |                  |                  |                  |                  |                  |  |
|  | 5                        | Salgueiro (p)            | 2 (4)                    |             |       |                 |                 |                 |  |   |                  |                  |                  |                  |                  |  |
|  | 5                        | Salgueiro (p)            | 2 (4)                    |             |       |                 |                 |                 |  | 1 | Retrô            | 1                | 0                | 1 (2)            |                  |  |
|  |                          |                          |                          |             |       |                 |                 |                 |  | 1 | Retrô            | 1                | 0                | 1 (2)            |                  |  |
|  |                          |                          | 2                        | Náutico (p) | 0     | 1               | 1 (4)           |                 |  |   |                  |                  |                  |                  |                  |  |
|  |                          |                          | 2                        | Náutico (p) | 0     | 1               | 1 (4)           |                 |  |   |                  |                  |                  |                  |                  |  |
|  |                          |                          |                          |             |       |                 |                 |                 |  |   |                  |                  |                  |                  |                  |  |
|  |                          |                          |                          |             |       |                 |                 |                 |  |   |                  |                  |                  |                  |                  |  |
|  |                          | 2                        | Náutico (p)              | 0 (4)       |       |                 |                 |                 |  |   |                  |                  |                  |                  |                  |  |
|  |                          |                          |                          | 0 (4)       |       |                 |                 |                 |  |   |                  |                  |                  |                  |                  |  |
|  |                          |                          | 3                        | Santa Cruz  | 0 (3) |                 |                 |                 |  |   |                  |                  |                  |                  |                  |  |
|  | 3                        | Santa Cruz               | 3                        | Santa Cruz  | 0 (3) | 3               |                 |                 |  |   |                  |                  |                  |                  |                  |  |
|  | 3                        | Santa Cruz               |                          |             |       |                 |                 |                 |  |   |                  |                  |                  |                  |                  |  |
|  | 6                        | Caruaru City             | 0                        |             |       |                 |                 |                 |  |   |                  |                  |                  |                  |                  |  |
|  | 6                        | Caruaru City             | 0                        |             |       |                 |                 |                 |  |   |                  |                  |                  |                  |                  |  |
|  |                          |                          |                          |             |       |                 |                 |                 |  |   |                  |                  |                  |                  |                  |  |

Nota: El equipo que ocupa la primera línea es el que define la serie como local.
| Bandera del estado de Pernambuco |
| Campeón                          |
| Náutico 24.° título              |

## Clasificación final
| Pos. | Equipo           | Pts. | PJ | G | E | P | GF | GC | Dif. | Clasificación                                                  |
| ---- | ---------------- | ---- | -- | - | - | - | -- | -- | ---- | -------------------------------------------------------------- |
| 1.°  | Náutico (C)      | 21   | 12 | 6 | 3 | 3 | 16 | 9  | +7   | Copa de Brasil 2023 y Copa do Nordeste 2023                    |
| 2.°  | Retrô            | 28   | 12 | 9 | 1 | 2 | 23 | 8  | +15  | Copa de Brasil 2023, Pre-Copa do Nordeste 2023 y Serie D 2023. |
| 3.°  | Santa Cruz       | 21   | 11 | 6 | 3 | 2 | 22 | 14 | +8   | Copa de Brasil 2023, Pre-Copa do Nordeste 2023 y Serie D 2023. |
| 4.°  | Salgueiro        | 16   | 11 | 4 | 4 | 3 | 18 | 14 | +4   |                                                                |
| 5.°  | Sport Recife     | 17   | 10 | 4 | 5 | 1 | 24 | 11 | +13  | Copa de Brasil 2023 y Copa do Nordeste 2023.                   |
| 6.°  | Caruaru City     | 12   | 10 | 3 | 3 | 4 | 14 | 15 | −1   |                                                                |
| 7.°  | Afogados         | 15   | 12 | 3 | 6 | 3 | 18 | 20 | −2   |                                                                |
| 8.°  | Íbis             | 10   | 12 | 2 | 4 | 6 | 8  | 18 | −10  |                                                                |
| 9.°  | Vera Cruz        | 7    | 12 | 1 | 4 | 7 | 17 | 26 | −9   | Segunda División 2023.                                         |
| 10.° | Sete de Setembro | 3    | 12 | 1 | 3 | 8 | 7  | 32 | −25  | Segunda División 2023.                                         |

Reglas de clasificación: 1) Puntos; 2) Partidos ganados; 3) Diferencia de gol; 4) Goles anotados; 5) Menor cantidad de tarjetas rojas; 6) Menor cantidad de tarjetas amarillas; 7) Sorteo.

Nota: Uno de los cupos de clasificación para la Serie D 2023 pasó a manos de Santa Cruz, debido a que Náutico disputa la Serie B en 2022.

## Goleadores
| Pos. | Jugador             | Equipo       | Goles |
| ---- | ------------------- | ------------ | ----- |
| 1    | Renato Henrique     | Retrô        | 7     |
| 2    | João Braga          | Vera Cruz    | 5     |
|      | Rafael Furtado      | Santa Cruz   | 5     |
| 4    | Juninho Carpina     | Náutico      | 4     |
|      | Lucão               | Salgueiro    | 4     |
|      | Tarcísio            | Santa Cruz   | 4     |
|      | Anderson            | Afogados     | 4     |
|      | Javier Parraguez    | Sport Recife | 4     |
|      | Esquerdinha         | Santa Cruz   | 4     |
|      | Vinícius Caveirinha | Vera Cruz    | 4     |